# کریستیان گوتلوب نیفه

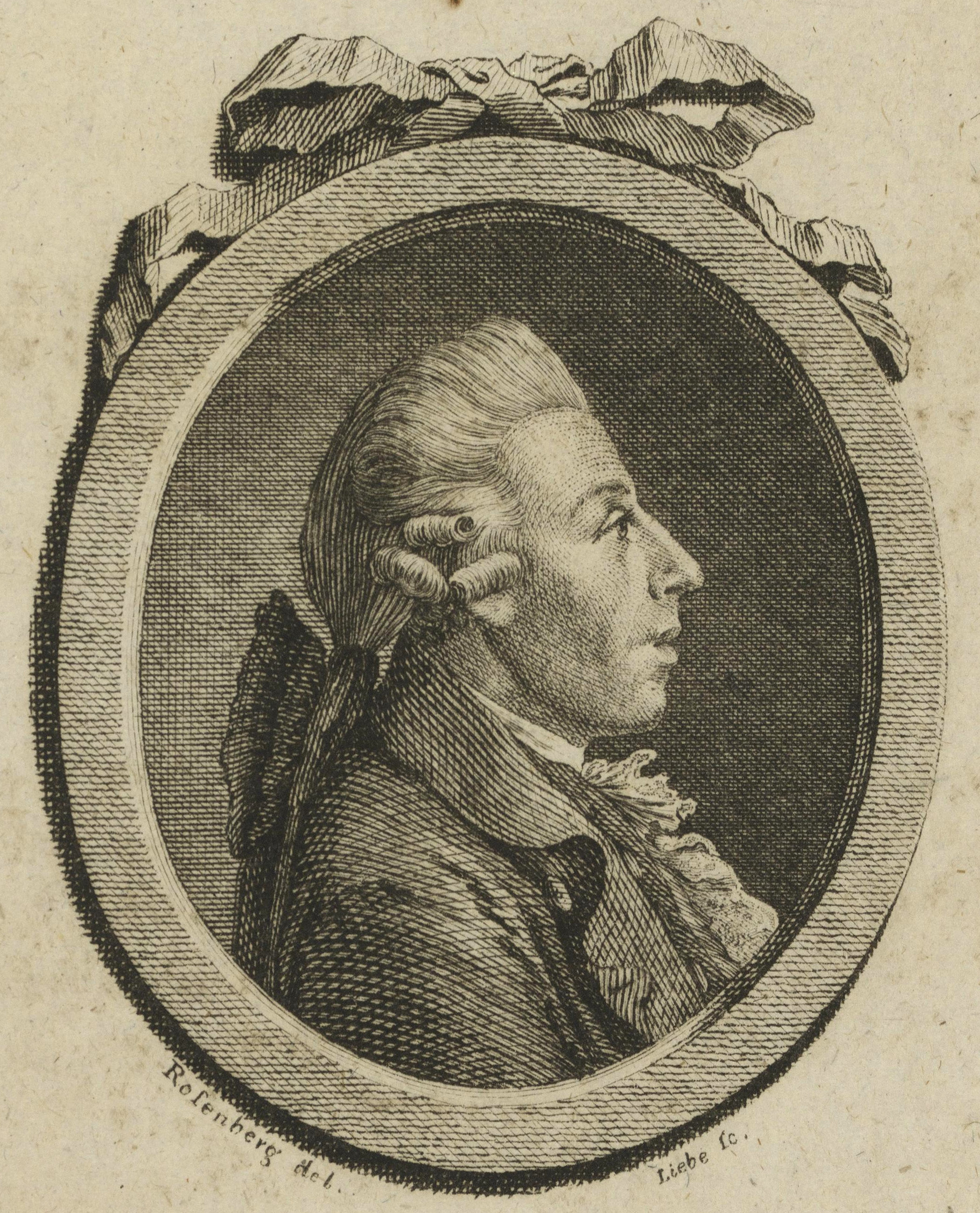
کریستیان گوتلوب نیفه

کریستیان گوتلوب نیفه (به آلمانی: Christian Gottlob Neefe) موسیقی‌دان آلمانی و آموزگار بتهوون در دههٔ ۱۷۸۰ بود. نیفه آثار موسیقیدان برجستهٔ آلمانی در دوران باروک، یوهان سباستیان باخ (۱۶۸۵–۱۷۵۰)، را اساس آموزش بتهوون قرار داد.